# Karlsbron

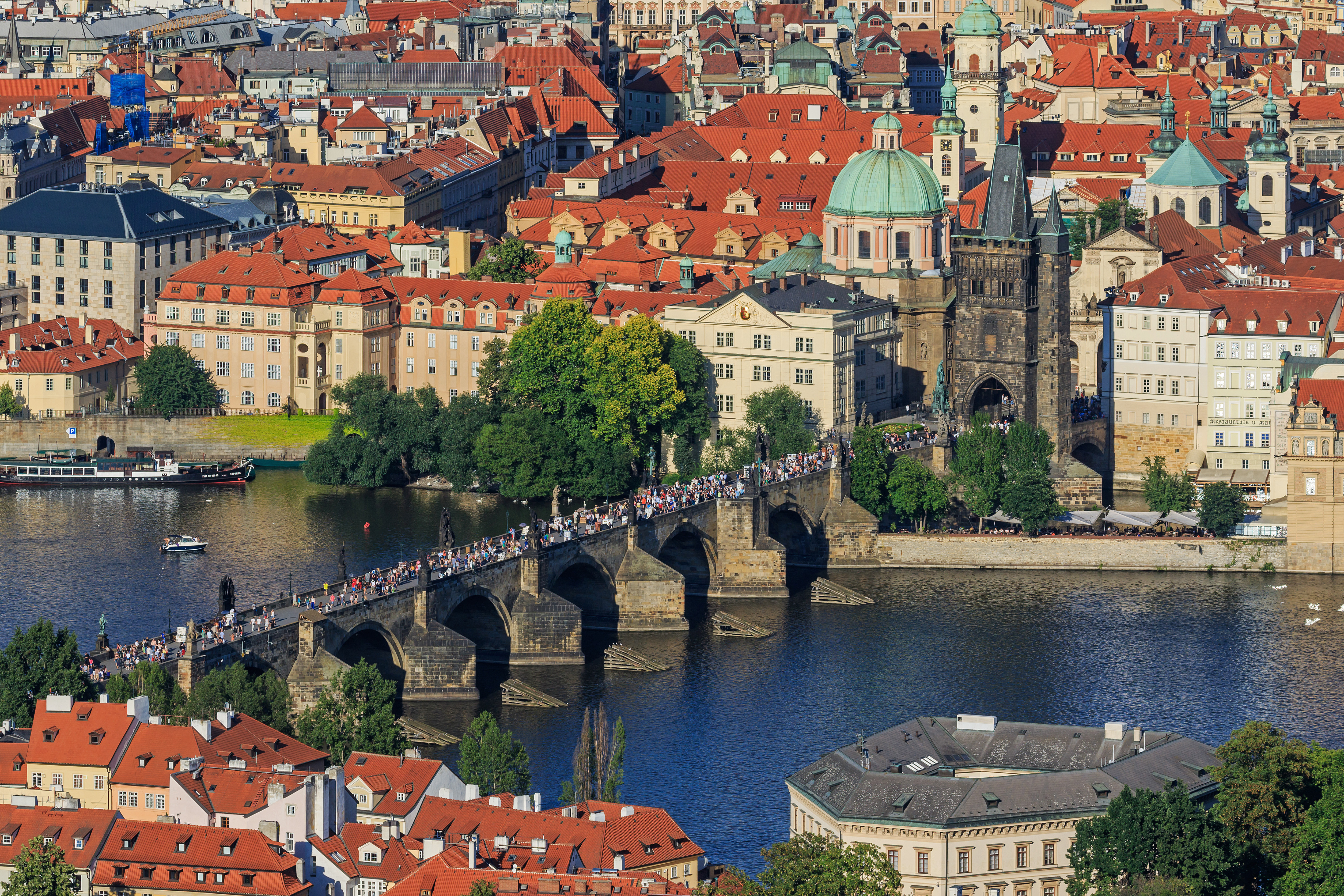
Karlsbron

Karlsbron (tjeckiska Karlův most) är en bro över floden Moldau i Prag som byggdes under Karl IV:s regeringstid. Bygget påbörjades år 1357 som ersättning för den äldre Judithbron som rasade under högvattnet 1342. Den nya bron öppnades 1402.
På Karlsbron utkämpades 1648 hårda strider mellan den svenska armén och Gamla stans befolkning. Fram till 1841 var Karlsbron den enda vägen över Moldau inom Prag. Efter Karlsbrons 650-årsjubileum 2007 inleddes en restaurering som pågick till 2010. Arbetet har kritiserats för att dussintals utbytesstenar utgör stilbrott mot intilliggande gamla stenar.

## Bilder

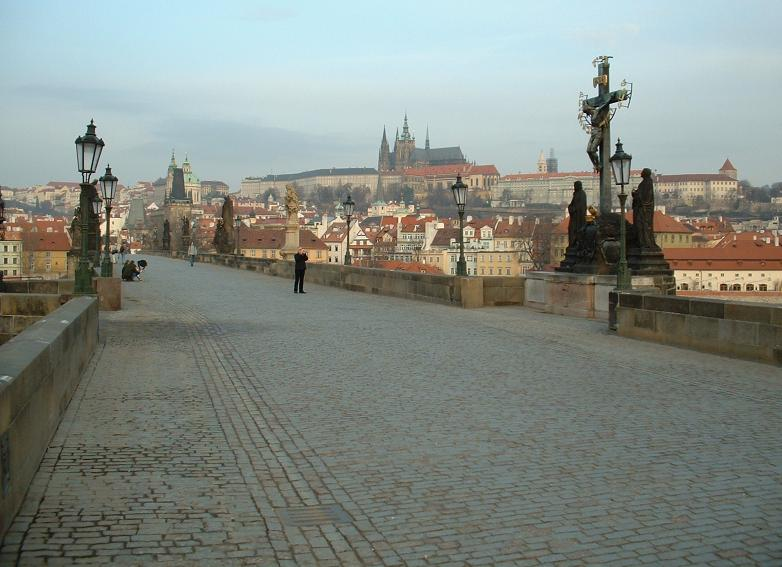
Karlsbron
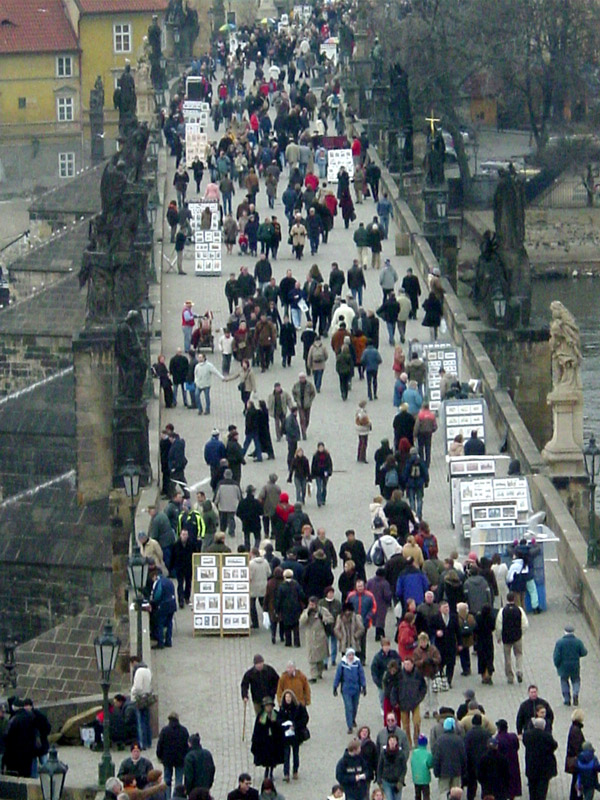
Vy från Gamla stans brotorn på vintern.
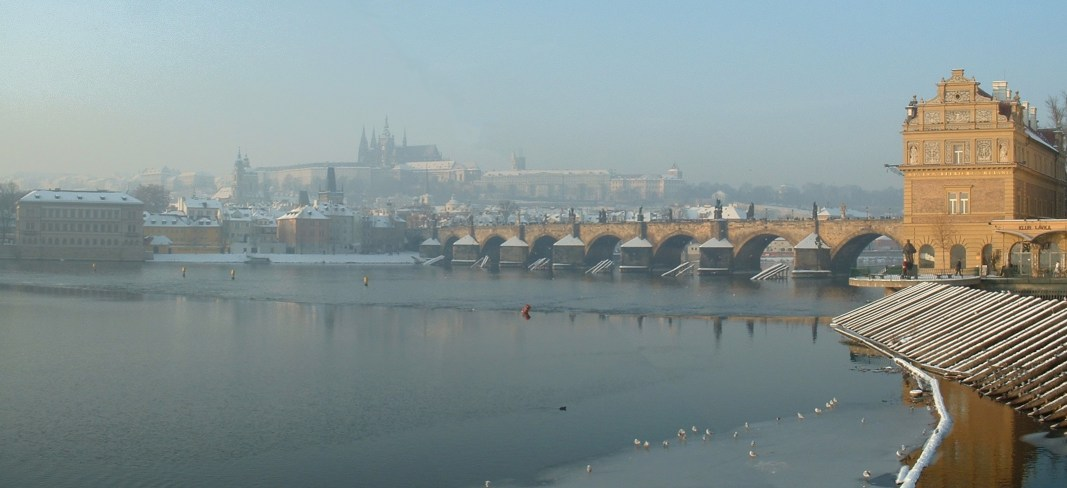
Bron på vintern
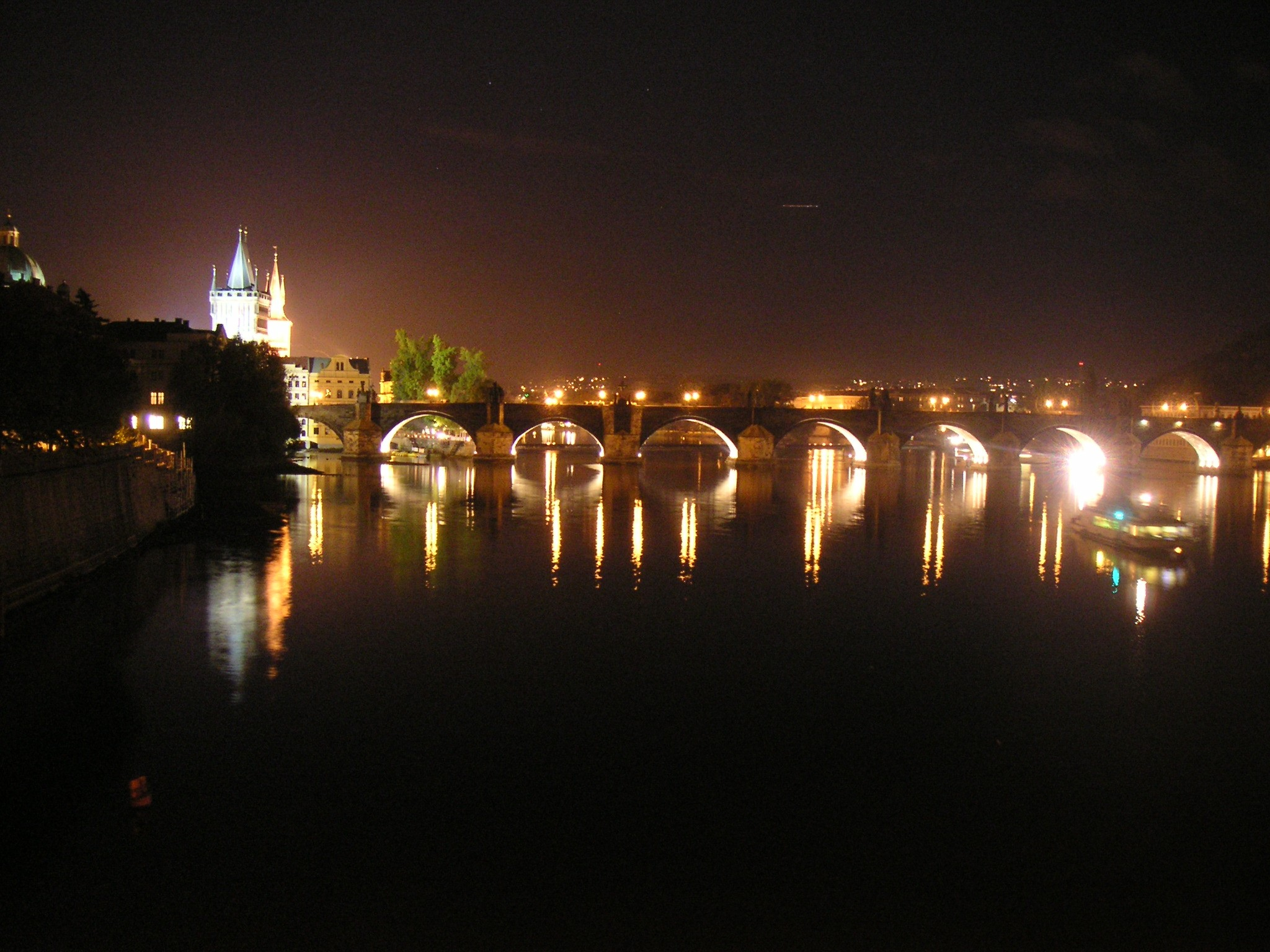
Bron på natten
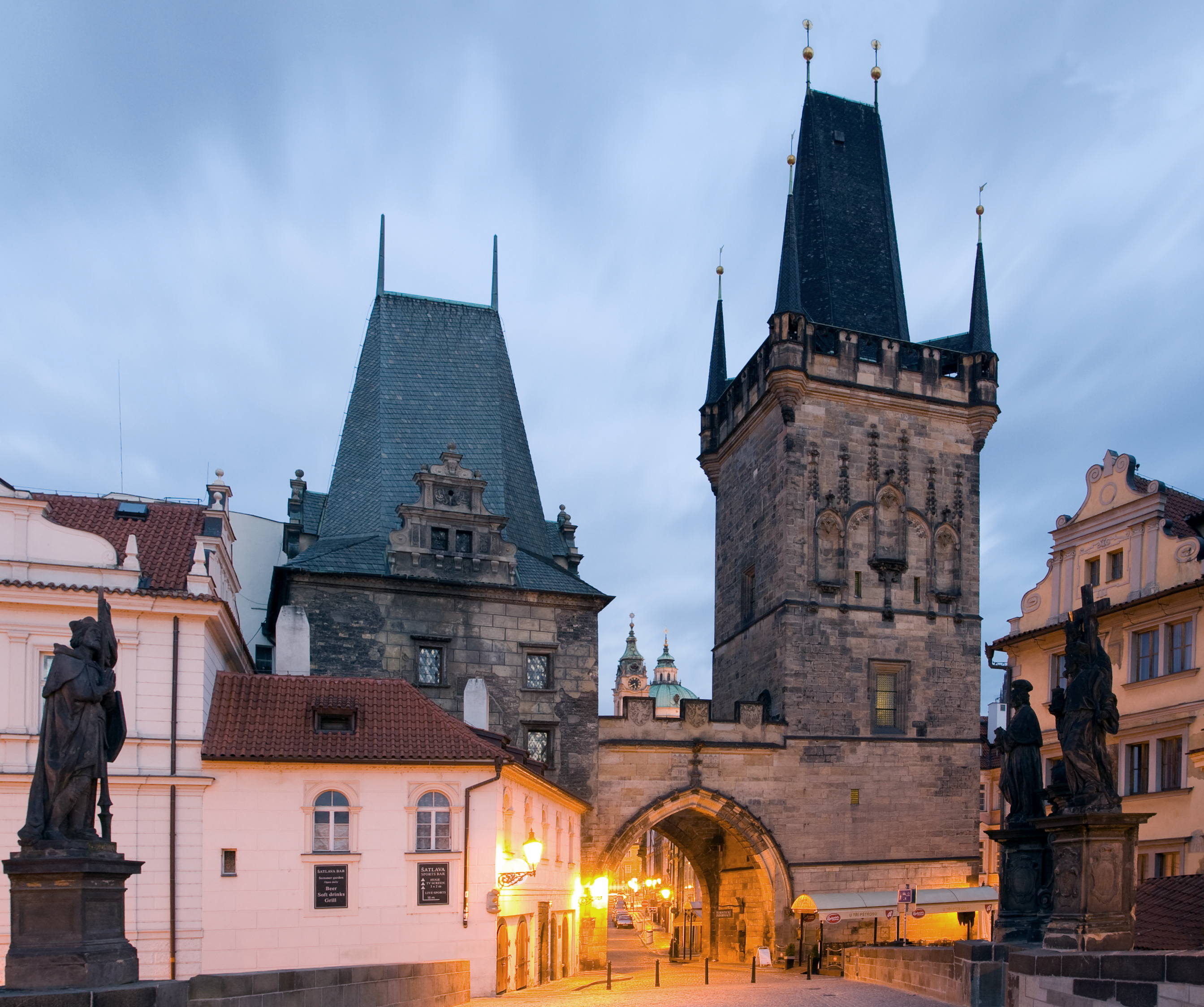
Brons torn från Malá Strana sidan.
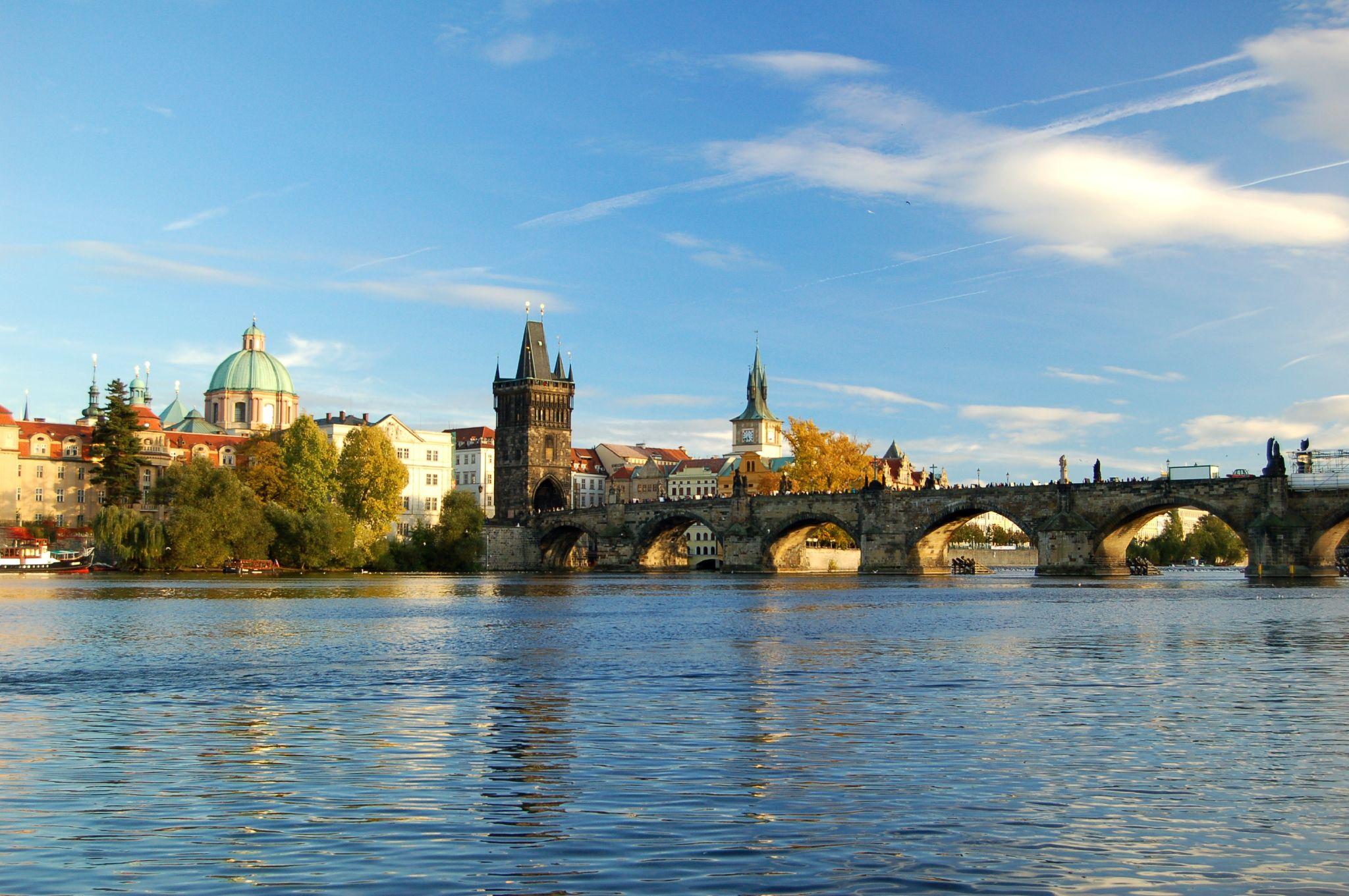
Vy över bron